# رباط طحالي قولوني
الرباط الطحالي القولوني هو عبارة عن رباط صفاقي يربط كبسولة الطحال بالقولون المستعرض.يكون مصنوعاً من الصفاق الحشوي، وهو أحد مكونات الثرب الأكبر.على الرغم من كونه رباطًا، إلا أنه يحتوي على أوعية دموية كافية بحيث يؤدي قطعه أثناء الجراحة إلى مضاعفات النزيف.
من الناحية السريرية، أحد أسباب الألم الناجم عن ممارسة الرياضة في الجانب الأيسر (وخز جانبي) هو شد هذا الرباط والصفاق عندما يتضخم الطحال من الإجهاد.